# Agriculture traditionnelle

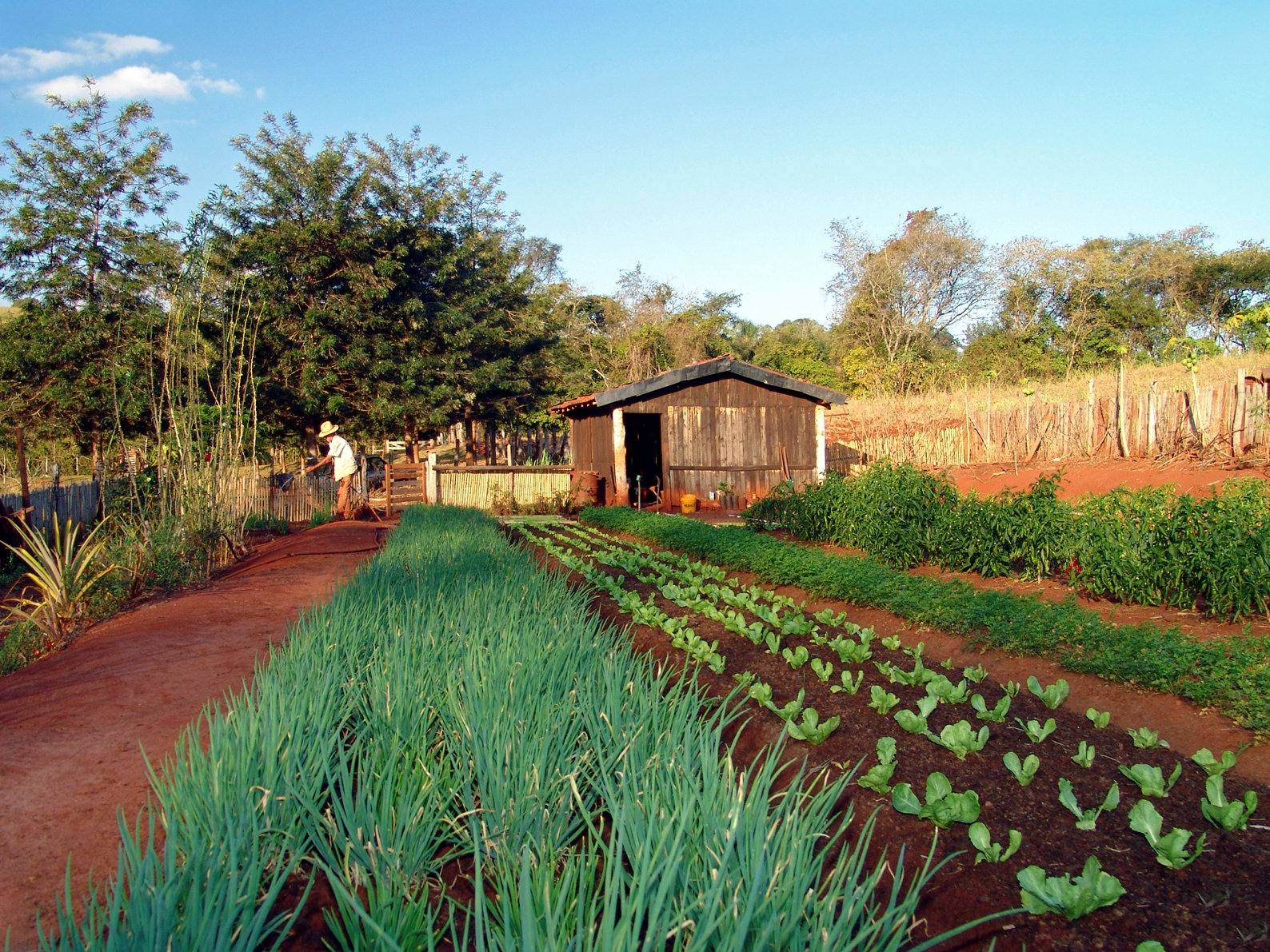
Potager sur une petite propriété rurale à Avaré (Brésil).

 (juillet 2022).
Si vous disposez d'ouvrages ou d'articles de référence ou si vous connaissez des sites web de qualité traitant du thème abordé ici, merci de compléter l'article en donnant les références utiles à sa vérifiabilité et en les liant à la section « Notes et références ».
```
L'
agriculture traditionnelle
 est une branche de l’
agriculture
 notamment caractérisée par une faible utilisation de la 
technologie
. La 
production
 est principalement destinée à la 
consommation
 de l'
agriculteur
.
```

## Définition
L'agriculture traditionnelle se base sur la polyculture et l’élevage. Elle utilise principalement des engrais organiques, tel que le fumier, pour nourrir les terres. Pour cultiver les terres, elle a recours à des techniques et des outils agricoles très rudimentaires et dépend des conditions météorologiques dans la gestion de son exploitation. En ce qui concerne les besoins alimentaires, l'agriculture traditionnelle répond à des besoins de petite et moyenne taille, elle n'est pas suffisante pour satisfaire complètement une population.
L'agriculture traditionnelle a évolué en adoptant de nouveaux outils, tels que les moissonneuses, les faucilles ou encore les haches en métal, et de nouveaux engrais l'agriculture rudimentaire est l'utilisation des outils archaïques pour l'agriculture.

## Histoire
L'agriculture traditionnelle, que l’on retrouve dans une très grande partie de l’Europe au XVIIe siècle jusqu’au XIXe siècle, est tout d’abord une agriculture de subsistance associée à une économie dite de besoin. Les progrès les plus présents du XIe au XVIIIe siècle consistent, dans certaines régions, à étendre un espace par défrichement ou assèchement et à y travailler de nouvelles cultures peu présentes dans le pays (légumes, arbres fruitiers venant de pays étrangers). Cette période est donc caractérisée par la stagnation des techniques culturales en particulier celles des techniques d’élevage. L'intérêt de l’agriculture, dans cette société, reste un sujet dominant. En effet, en France, de nombreux auteurs, tels qu'Olivier de Serres, Bernard Palissy ou encore Charles Estienne, réalisent des ouvrages théoriques sur ce domaine (Le Théâtre d’agriculture ou mesnage des champs (1600) ; le Traité des sels et de l’agriculture (1563) ; l’Agriculture et maison rustique (1564)). De nombreuses nouvelles cultures venant d’Amérique comme celles des pommes de terre, du topinambour ou encore du maïs, n’arriveront pas à s’imposer. Mais, le sarrasin arrivera tout de même à se développer petit à petit dans les régions où le sol est pauvre. De nombreux désastres (peste noire, guerres) dans les régions rurales d’Europe contraignent les paysans à fournir un effort important pour reconstruire leurs cultures sur plusieurs générations. N'arrivant pas à faire l’équilibre entre la production et la consommation et ne connaissant pas de techniques efficaces pour stocker les cultures, les personnes du monde rural vivent entre l'excès et le manque de vivre tandis que l’approvisionnement des villes (peu peuplées) reste constant. 
L'arrivée d’une économie monétaire ouverte n’a pas eu beaucoup d’impact sur l’agriculture traditionnelle : une semi-régulation des échanges par les prix. Le manque de valeur agricole va, petit à petit, souffrir d’un manque d’investissement. Les capitaux des bourgeois et des marchands se trouvent dans l’achat de terres nobles ou le rassemblement de bien foncier. Cela accroît le prix de la terre mais diminue la rentabilité économique. Le capital d’exploitation n’est renouvelé que lorsque cela est vraiment indispensable pour maintenir une productivité au niveau traditionnel. 
Les pratiques les plus anciennes persistent jusqu’au XIXe siècle dans de nombreux pays d’Europe.  Ce sont des pratiques qui remontent aux premières sociétés agricoles allant de l’exploitation directe (cueillette) à l’exploitation indirecte (chasse ou pêche). Le nomadisme agricole était toujours pratiqué surtout quand le cultivateur n’arrivait pas à rendre à ses terres sa fertilité en un temps plutôt court. En plaine, il se manifeste par un déplacement des cultures sur les terres dites froides. C'est aux alentours de la Préhistoire que les pays européens passent d’une culture itinérante à une culture fixée. À partir du Moyen Âge, le nomadisme connait une forme plus atténuée, appelée assolement avec jachères.  
Il y a trois grands types de systèmes et paysages agraires anciens faisant partie des modalités de l’agriculture traditionnelle : 
- L'Openfield : “champs ouvert”, les sillons se trouvent tous dans la même orientation. Le champ suivait différentes cultures selon un rythme de trois années. La première, il y avait une culture de céréales d’hiver (seigles), la seconde, on y semait les céréales de printemps (avoines, orges) et la dernière année il était laissé en jachère.
- Le système méridional : des champs ouverts, irréguliers, grossièrement rectangulaires que l’on retrouve surtout dans le midi de l’Europe. La jachère succédait chaque année aux céréales.
- Le bocage : les champs sont entourés d’enclos, de haies grossièrement carrées souvent au milieu de talus, de landes ou de friches. Seul le propriétaire de l’enclos a le droit d’y faire paître ses animaux. Ces espaces résultent souvent de l’évolution d’un ancien openfield.

## Les avantages et inconvénients de l'agriculture traditionnelle

### Les avantages
L'agriculture traditionnelle, est une méthode plus respectueuse de l’environnement et est notamment capable de s’adapter aux différentes conditions météorologiques. Aussi, elle ne surexploite pas les denrées présentes dans nos terres, mais veille sur ces dernières.  

### Les inconvénients
L'agriculture traditionnelle ne permet pas d’égaliser les rendements des productions de l’agriculture conventionnelle ou intensive. En effet, ces dernières années, de nombreuses nouvelles techniques se sont développées, laissant place à de nouveaux engrais, aussi bien minéraux que chimiques, permettant ainsi d’augmenter, à terme, les rendements. Nous pouvons ajouter à ceci, l’utilisation de produits phytosanitaires, de techniques modernes... L’agriculture traditionnelle n’utilisant pas ces moyens de fertilisations des sols et de prévention des maladies végétales, obtient des rendements inférieurs, ne permettant pas de nourrir convenablement la population mondiale grandissante. 
Aussi, l’agriculture traditionnelle doit faire face à l’apparition de nouveaux modèles d’agriculture plus concurrentiels (agriculture biologique, agriculture raisonnée, agriculture de précision).